# Battaglia di Großbeeren
Nelle battaglie di Großbeeren e in quelle dei villaggi circostanti Blankenfelde e Sputendorf (23 agosto 1813), l'esercito prussiano-svedese sotto il comando del principe Carlo XIV di Svezia (l'ex-maresciallo di Francia Bernadotte) sconfisse le truppe del maresciallo francese Nicolas Oudinot. Napoleone aveva sperato di eliminare i prussiani dalla sesta coalizione catturando la loro capitale, ma le paludi a sud di Berlino, in combinazione con la pioggia e la cattiva salute del maresciallo Oudinot, arrestarono l'offensiva.

## Antefatto
Dopo la Battaglia di Bautzen, nel maggio 1813 durante la guerra della sesta coalizione, i contendenti concordarono una tregua di sette settimane per pianificare e preparare meglio il prosieguo della campagna. Quando la guerra riprese, nel mese di agosto, Napoleone ordinò un'offensiva con l'obiettivo di conquistare Berlino. Con la sua cattura infatti egli sperava di costringere i prussiani alla resa. Nel frattempo egli mantenne la maggior parte del suo esercito in posizione difensiva, per far fronte a eventuali mosse di un grande esercito austriaco concentrato nel sud-est della Germania. Per questo compito scelse uno dei suoi migliori e più coraggiosi comandanti, il maresciallo Nicolas Oudinot. Oudinot cercò di rifiutare l'incarico a causa del suo cattivo stato di salute. Infatti era stato ferito in diverse occasioni durante l'anno precedente nella disastrosa campagna di Russia, e non aveva ancora recuperato le forze. Ma l'imperatore insistette e quindi Oudinot, con tre corpi di circa 60 000, uomini guidò l'avanzata su Berlino.
Senza che né Napoleone né Oudinot lo sapessero, questa offensiva si confaceva appieno alla strategia della Coalizione in quanto a Trachenburg era stato stabilito di evitare qualsiasi battaglia in forze contro Napoleone a meno di non avere raccolto forze notevolmente superiori. Nel frattempo la risoluzione era di indebolire i francesi sconfiggendo i suoi marescialli in piccole battaglie separate.

## Battaglia

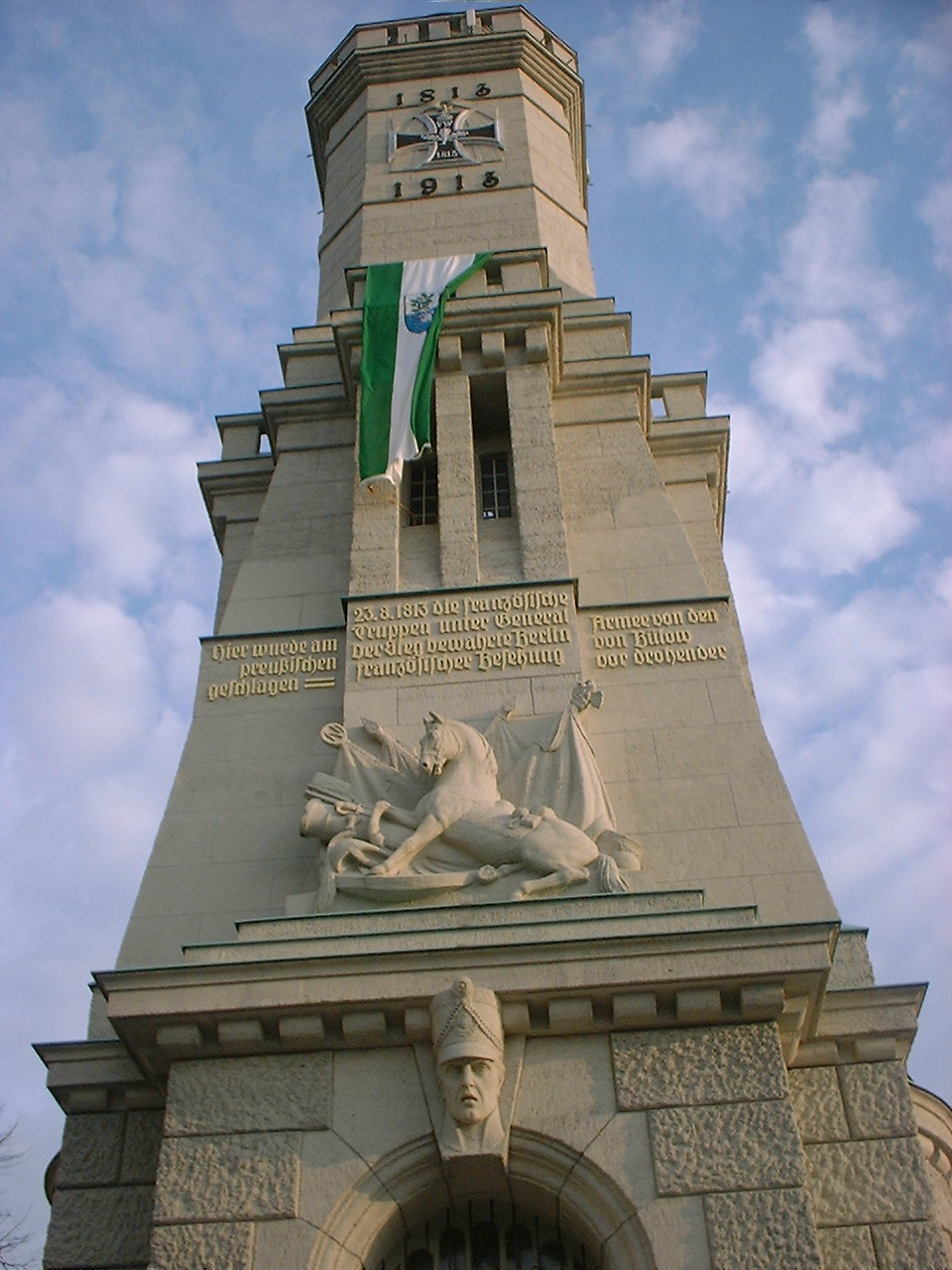
Memoriale in Großbeeren

Sin dall'inizio l'offensiva venne perseguitata dalla sventura. Lo stesso giorno dell'inizio dell'offensiva, il 19 agosto, una pioggia pesante e alcune tempeste trasformarono le strade in paludi fangose, rendendo quasi impossibile il trasporto dell'artiglieria. Ad ostacolare ulteriormente l'avanzata contribuì la conformazione del terreno, in quanto la zona a sud di Berlino era attraversata da piccoli laghi e paludi. Anche senza pioggia le comunicazioni erano scadenti, infatti vi erano solo un paio di strade per raggiungere la città da sud. La pioggia trasformò molte delle posizioni difensive dei prussiani in isole fortificate. Oudinot fu costretto ad far avanzare il suo Corpo lungo tre distinte strade, con scarse comunicazioni tra di loro. Il generale Bertrand, con il 4º Corpo forte di 13 000 uomini e 32 cannoni, era schierato sulla destra mentre sulla sinistra era posizionato il generale Guilleminot, con il 12º Corpo di 20 000 (soprannominato Marie-Louises) composto principalmente da soldati inesperti reclutati da poco. Al centro vi era la colonna principale del generale Jean Reynier con il 7º Corpo, forte di 27 000 in gran parte composta da truppe Sassoni alleate dei francesi. Oudinot non si aspettava alcuna seria opposizione e la mancanza di cavalleria gli impedì di avere informazioni aggiornate sulla posizione del nemico. Berlino era difesa dall'Esercito del Nord, comandato da Carlo XIV di Svezia, l'ex-maresciallo francese Bernadotte. Quando il corpo Reynier raggiunse Großbeeren, incontrò il grosso delle truppe del principe Carlo già schierate per la battaglia. Senza ordini né appoggio Reynier attaccò il corpo di Friedrich von Bülow, il quale era appena stato rafforzato da 38 000 svedesi e fu respinto con pesanti perdite. Oudinot non fu in grado di concentrare il suo esercito in tempo e arrivò in ritardo, quando il corpo sassone di Reynier aveva cominciato a vacillare, in seguito ad un assalto fallito. Avendo capito che la sua avanzata era stata scoperta e ritenendo che il suo esercito fosse esposto pericolosamente, Oudinot ordinò il ritiro verso Jüterbog, dopo aver sostenuto pesanti perdite. Il solo Reynier perse oltre 3 000 uomini tra morti e feriti, 1 500 prigionieri e 13 pezzi di artiglieria.

## Conseguenze
La sconfitta a Großbeeren, unitamente alla salute malferma di Oudinot, scosse la fiducia del comandante che ordinò la ritirata generale verso Wittenberg. Napoleone si incollerì con Oudinot, non tanto per la sconfitta, ma per la ritirata verso Wittenberg. Oudinot avrebbe, a suo parere, dovuto ritornare sulle sue posizioni di partenza a Luckau. In una esplosione di collera ebbe a dire «È veramente difficile avere un cervello più piccolo del duca di Reggio». Napoleone nominò il maresciallo Michel Ney affinché conducesse una seconda unità su Berlino assieme alle stesse tre unità, ridotte in numero e demoralizzate, di Oudinot. Così facendo subordinò Oudinot a Ney e creò un conflitto tra i due comandi. Il risultato fu la battaglia di Dennewitz.